# Ми закликаємо темряву

## Про фільм
Зрежисував Марк Мейєрс за сценарієм Алана Треззи. Прем'єра фільму відбулася на кінофестивалі «Мамонт» 28 лютого 2019 року, а 10 квітня 2020-го його випустили в цифровому форматі та на замовлення у США компанією Saban Films. Прем'єра на DVD пройшла 11 травня 2020 року; світова прем'єра — 17 вересня 2020; прем'єра в Україні — 8 жовтня 2020-го.

## Стислий зміст
Коли перед концертом геві-метал гурту Вел, Беверлі та Алексіс зустрічають компанію веселих хлопців, вони вирішують разом розважитися на повечірці. Проте замість веселощів на них чекає боротьба за власні життя.

## Знімалися
- Александра Даддаріо
- Кім Джонсон
- Медді Гассон
- Еллісон Макейті
- Логан Міллер
- Джонні Ноксвілл
- Остін Свіфт
- Емі Форсайт